# 이흥서원 모현당
이흥서원 모현당(驪興書院 慕賢堂)은 전라남도 영광군 영광읍 학정리에 있는 건축물이다. 2020년 1월 30일 영광군의 향토문화유산 제4호로 지정되었다.

## 지정 사유
이흥서원은 사평공 강학손 등 진주강씨사평공파 선조 5위를 배향하고 있는 서원으로 이흥사, 경앙문, 모현당, 숭의문, 팔룡당 등이 있다.
강당인 모현당은 원래 1800년(정조 24)에 이흥재로 건립됐으나, 모현당의 중수기와 상량문을 볼 때 1918년 중수, 1933년 증축 중수 한 뒤 1958년에 다시 증수했음을 알 수 있다.
이곳에서는 1940년대 초부터 이흥학원이 개설되어 1951년까지 운영하였으며, 한국전쟁 때는 인민위원회 사무실로도 사용된 적 있다.
정면 8칸, 측면 4칸의 3고주 7량가 팔작지붕으로, 중앙 2칸에 대청이 있고, 대청 좌우로 방이 2칸씩 구성되는 등 강당으로는 매우 큰 규모를 보이며, 건물 곳곳에서 근현대적인 장식기법이 확인되는 등 역사·건축적으로 문화재적 가치가 높다.